# Hymir

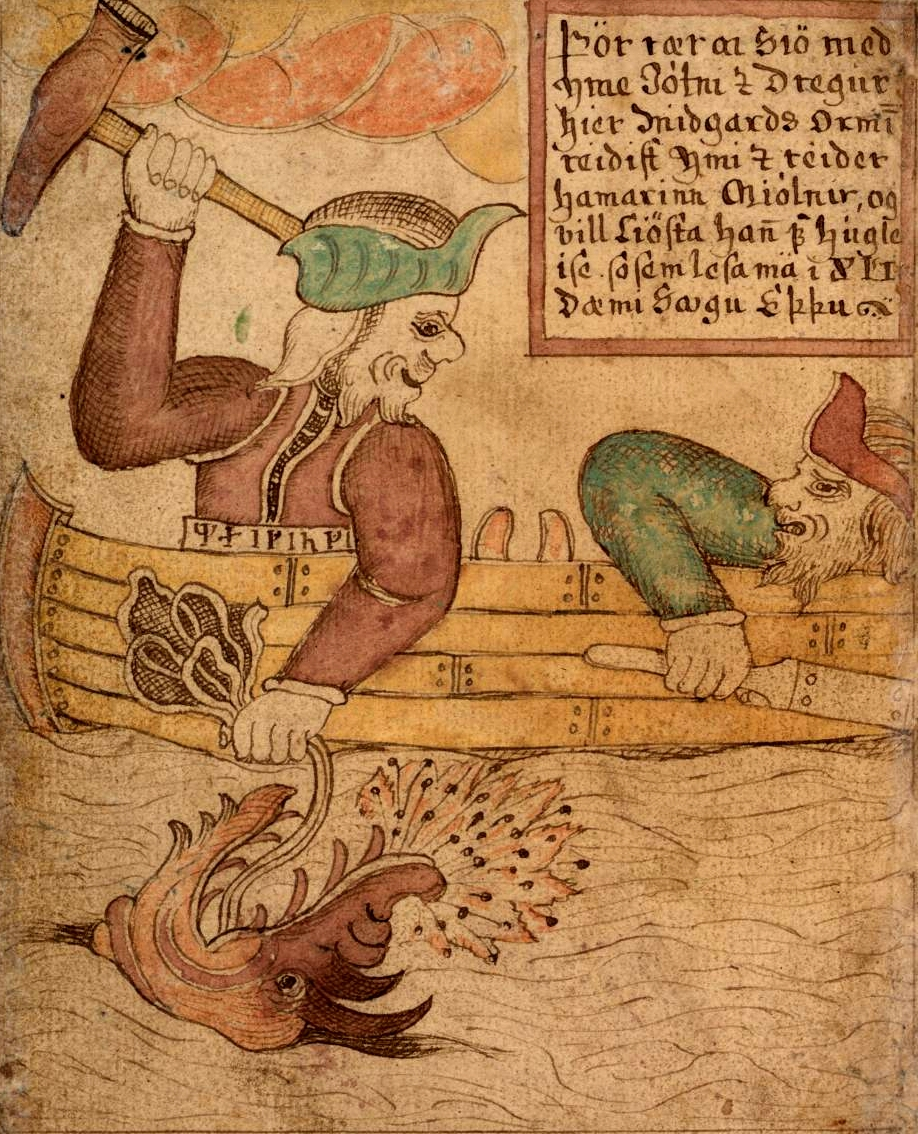
Thor, de slang en Hymir

In de Noordse mythologie is Hymir ("de heimelijke") een rijpreus. Hij is de stiefvader van krijgsgod Týr. De Hymiskviða meldt dat Tyr zijn zoon was. Hymirs echtgenote is Hrod.
Hymir bezit de reuzenketel, waarin de zeereus Ägir de mede voor alle goden brouwt. In de Poëtische Edda is er het Hymirlied of Hymiskviða (in de Codex Regius tussen het Hárbarðsljóð en de Lokasenna): Thor neemt daar Hymir mee op visvangst. De god werpt op hoge zee zijn hengel uit met een ossenkop als lokaas, om daarmee de Midgardslang te vangen. Het oerwezen hangt eraan, maar weert zich zodanig om niet aan boord gehesen te worden dat Thor met een been door de scheepsbodem schiet, waarmee hij zich dan op de bodem van de oeroceaan schrap zet. Maar de reus doorbreekt uit doodsangst het snoer met een mes, zodat de buit ontsnapt. Volgens de Edda komen beiden weer levend aan land, maar volgens een andere versie doodt Thor Hymir.
Týr vertelt Thor over de ketel van Hymir en ze ontmoeten de grootmoeder van Tyr met negenhonderd hoofden. Beide worden eerst verborgen door de vrouw als Hymir thuiskomt en er volgt een feestmaal. Thor eet twee stieren. Hij moet echter de volgende dag voor voedsel zorgen en vangt met de kop van een os een draak (of slang). Dan moet Thor een beker breken, maar dit lukt niet. Na advies van de vrouw gooit hij de beker tegen het hoofd van de reus en dan breekt het voorwerp. Thor neemt samen met Tyr de ketel mee naar huis.
Hymirs schedel was zo hard, dat het hardste voorwerp dat er was, zijn drinkbeker, enkel daarop was stuk te slaan. Dat deed Thor dan ook. Hij wilde zijn reuzenketel en kreeg die toen.
De negen dochters van Hymer (eonen) zijn de negen moeders van de god Heimdall, een zonnegod. Hymer wordt in verband gebracht met het sterrenbeeld Ariës, die het begin van het jaar markeert bij de lente-equinox van het zodiakale jaar.